# Sommo
Sommo ist eine norditalienische Gemeinde (comune) mit 1142 Einwohnern (Stand 31. Dezember 2023) in der Provinz Pavia in der Lombardei. Die Gemeinde liegt etwa neun Kilometer südwestlich von Pavia in der Lomellina. Der Terdoppio Lomellina fließt hier in den Po.

## Geschichte
849 wird der Ort erstmals urkundlich in einer Schenkungsurkunde des Bischofs von Pavia genannt. 